# Stamboom Bernhard van Lippe-Biesterfeld (1872-1934)
Dit is de stamboom van Bernhard van Lippe-Biesterfeld (1872-1934).
| Stamboom Bernhard van Lippe-Biesterfeld (1872-1934)                                         | Stamboom Bernhard van Lippe-Biesterfeld (1872-1934)                                          | Stamboom Bernhard van Lippe-Biesterfeld (1872-1934)                                          | Stamboom Bernhard van Lippe-Biesterfeld (1872-1934)                                          | Stamboom Bernhard van Lippe-Biesterfeld (1872-1934)                                          | Stamboom Bernhard van Lippe-Biesterfeld (1872-1934)                                          | Stamboom Bernhard van Lippe-Biesterfeld (1872-1934)                                          | Stamboom Bernhard van Lippe-Biesterfeld (1872-1934)                                          | Stamboom Bernhard van Lippe-Biesterfeld (1872-1934)                                          | Stamboom Bernhard van Lippe-Biesterfeld (1872-1934)                                          | Stamboom Bernhard van Lippe-Biesterfeld (1872-1934)                                          | Stamboom Bernhard van Lippe-Biesterfeld (1872-1934)                                          | Stamboom Bernhard van Lippe-Biesterfeld (1872-1934)                                          | Stamboom Bernhard van Lippe-Biesterfeld (1872-1934)                                          | Stamboom Bernhard van Lippe-Biesterfeld (1872-1934)                                          | Stamboom Bernhard van Lippe-Biesterfeld (1872-1934)                                          | Stamboom Bernhard van Lippe-Biesterfeld (1872-1934)                                          | Stamboom Bernhard van Lippe-Biesterfeld (1872-1934)                                               | Stamboom Bernhard van Lippe-Biesterfeld (1872-1934)                                               |
| ------------------------------------------------------------------------------------------- | -------------------------------------------------------------------------------------------- | -------------------------------------------------------------------------------------------- | -------------------------------------------------------------------------------------------- | -------------------------------------------------------------------------------------------- | -------------------------------------------------------------------------------------------- | -------------------------------------------------------------------------------------------- | -------------------------------------------------------------------------------------------- | -------------------------------------------------------------------------------------------- | -------------------------------------------------------------------------------------------- | -------------------------------------------------------------------------------------------- | -------------------------------------------------------------------------------------------- | -------------------------------------------------------------------------------------------- | -------------------------------------------------------------------------------------------- | -------------------------------------------------------------------------------------------- | -------------------------------------------------------------------------------------------- | -------------------------------------------------------------------------------------------- | ------------------------------------------------------------------------------------------------- | ------------------------------------------------------------------------------------------------- |
| Grootouders                                                                                 | Julius van Lippe-Biesterfeld (1812-1844) x 1839 Adelaide van Castell-Castell (1818-1900)     | Julius van Lippe-Biesterfeld (1812-1844) x 1839 Adelaide van Castell-Castell (1818-1900)     | Julius van Lippe-Biesterfeld (1812-1844) x 1839 Adelaide van Castell-Castell (1818-1900)     | Julius van Lippe-Biesterfeld (1812-1844) x 1839 Adelaide van Castell-Castell (1818-1900)     | Julius van Lippe-Biesterfeld (1812-1844) x 1839 Adelaide van Castell-Castell (1818-1900)     | Julius van Lippe-Biesterfeld (1812-1844) x 1839 Adelaide van Castell-Castell (1818-1900)     | Julius van Lippe-Biesterfeld (1812-1844) x 1839 Adelaide van Castell-Castell (1818-1900)     | Julius van Lippe-Biesterfeld (1812-1844) x 1839 Adelaide van Castell-Castell (1818-1900)     | Julius van Lippe-Biesterfeld (1812-1844) x 1839 Adelaide van Castell-Castell (1818-1900)     | Leopold van Wartensleben (1818-1846) x 1841 Mathilde Halbach (1822-1848)                     | Leopold van Wartensleben (1818-1846) x 1841 Mathilde Halbach (1822-1848)                     | Leopold van Wartensleben (1818-1846) x 1841 Mathilde Halbach (1822-1848)                     | Leopold van Wartensleben (1818-1846) x 1841 Mathilde Halbach (1822-1848)                     | Leopold van Wartensleben (1818-1846) x 1841 Mathilde Halbach (1822-1848)                     | Leopold van Wartensleben (1818-1846) x 1841 Mathilde Halbach (1822-1848)                     | Leopold van Wartensleben (1818-1846) x 1841 Mathilde Halbach (1822-1848)                     | Leopold van Wartensleben (1818-1846) x 1841 Mathilde Halbach (1822-1848)                          | Leopold van Wartensleben (1818-1846) x 1841 Mathilde Halbach (1822-1848)                          |
| Ouders                                                                                      | Ernst Casimir van Lippe-Biesterfeld (1842-1904) x 1869 Caroline van Wartensleben (1844-1905) | Ernst Casimir van Lippe-Biesterfeld (1842-1904) x 1869 Caroline van Wartensleben (1844-1905) | Ernst Casimir van Lippe-Biesterfeld (1842-1904) x 1869 Caroline van Wartensleben (1844-1905) | Ernst Casimir van Lippe-Biesterfeld (1842-1904) x 1869 Caroline van Wartensleben (1844-1905) | Ernst Casimir van Lippe-Biesterfeld (1842-1904) x 1869 Caroline van Wartensleben (1844-1905) | Ernst Casimir van Lippe-Biesterfeld (1842-1904) x 1869 Caroline van Wartensleben (1844-1905) | Ernst Casimir van Lippe-Biesterfeld (1842-1904) x 1869 Caroline van Wartensleben (1844-1905) | Ernst Casimir van Lippe-Biesterfeld (1842-1904) x 1869 Caroline van Wartensleben (1844-1905) | Ernst Casimir van Lippe-Biesterfeld (1842-1904) x 1869 Caroline van Wartensleben (1844-1905) | Ernst Casimir van Lippe-Biesterfeld (1842-1904) x 1869 Caroline van Wartensleben (1844-1905) | Ernst Casimir van Lippe-Biesterfeld (1842-1904) x 1869 Caroline van Wartensleben (1844-1905) | Ernst Casimir van Lippe-Biesterfeld (1842-1904) x 1869 Caroline van Wartensleben (1844-1905) | Ernst Casimir van Lippe-Biesterfeld (1842-1904) x 1869 Caroline van Wartensleben (1844-1905) | Ernst Casimir van Lippe-Biesterfeld (1842-1904) x 1869 Caroline van Wartensleben (1844-1905) | Ernst Casimir van Lippe-Biesterfeld (1842-1904) x 1869 Caroline van Wartensleben (1844-1905) | Ernst Casimir van Lippe-Biesterfeld (1842-1904) x 1869 Caroline van Wartensleben (1844-1905) | Ernst Casimir van Lippe-Biesterfeld (1842-1904) x 1869 Caroline van Wartensleben (1844-1905)      | Ernst Casimir van Lippe-Biesterfeld (1842-1904) x 1869 Caroline van Wartensleben (1844-1905)      |
| Bernhard van Lippe-Biesterfeld (1872-1934) x 1909 Armgard van Sierstorpff-Cramm (1883-1971) |                                                                                              |                                                                                              |                                                                                              |                                                                                              |                                                                                              |                                                                                              |                                                                                              |                                                                                              |                                                                                              |                                                                                              |                                                                                              |                                                                                              |                                                                                              |                                                                                              |                                                                                              |                                                                                              |                                                                                                   |                                                                                                   |
| Kinderen                                                                                    | Bernhard (1911-2004) x 1937 Juliana van Oranje-Nassau (1909-2004)                            | Bernhard (1911-2004) x 1937 Juliana van Oranje-Nassau (1909-2004)                            | Bernhard (1911-2004) x 1937 Juliana van Oranje-Nassau (1909-2004)                            | Bernhard (1911-2004) x 1937 Juliana van Oranje-Nassau (1909-2004)                            | Bernhard (1911-2004) x 1937 Juliana van Oranje-Nassau (1909-2004)                            | Bernhard (1911-2004) x 1937 Juliana van Oranje-Nassau (1909-2004)                            | Bernhard (1911-2004) x 1937 Juliana van Oranje-Nassau (1909-2004)                            | Bernhard (1911-2004) x 1937 Juliana van Oranje-Nassau (1909-2004)                            | Bernhard (1911-2004) x 1937 Juliana van Oranje-Nassau (1909-2004)                            | Bernhard (1911-2004) x 1937 Juliana van Oranje-Nassau (1909-2004)                            | Bernhard (1911-2004) x 1937 Juliana van Oranje-Nassau (1909-2004)                            | Bernhard (1911-2004) x 1937 Juliana van Oranje-Nassau (1909-2004)                            | Bernhard (1911-2004) x 1937 Juliana van Oranje-Nassau (1909-2004)                            | Bernhard (1911-2004) x 1937 Juliana van Oranje-Nassau (1909-2004)                            | Bernhard (1911-2004) x 1937 Juliana van Oranje-Nassau (1909-2004)                            | Bernhard (1911-2004) x 1937 Juliana van Oranje-Nassau (1909-2004)                            | Aschwin (1914-1988) x 1951 Simone Arnoux (1915-2001)                                              | Aschwin (1914-1988) x 1951 Simone Arnoux (1915-2001)                                              |
| Kleinkinderen                                                                               | Beatrix (1938) x 1966 Claus van Amsberg (1926-2002)                                          | Beatrix (1938) x 1966 Claus van Amsberg (1926-2002)                                          | Beatrix (1938) x 1966 Claus van Amsberg (1926-2002)                                          | Beatrix (1938) x 1966 Claus van Amsberg (1926-2002)                                          | Irene (1939) x 1964-1981 Carel Hugo van Bourbon-Parma (1930-2010)                            | Irene (1939) x 1964-1981 Carel Hugo van Bourbon-Parma (1930-2010)                            | Irene (1939) x 1964-1981 Carel Hugo van Bourbon-Parma (1930-2010)                            | Irene (1939) x 1964-1981 Carel Hugo van Bourbon-Parma (1930-2010)                            | Margriet (1943) x 1967 Pieter van Vollenhoven (1939)                                         | Margriet (1943) x 1967 Pieter van Vollenhoven (1939)                                         | Margriet (1943) x 1967 Pieter van Vollenhoven (1939)                                         | Margriet (1943) x 1967 Pieter van Vollenhoven (1939)                                         | Christina (1947) x 1975-1996 Jorge Guillermo (1946)                                          | Christina (1947) x 1975-1996 Jorge Guillermo (1946)                                          | Christina (1947) x 1975-1996 Jorge Guillermo (1946)                                          | Christina (1947) x 1975-1996 Jorge Guillermo (1946)                                          | uit dit huwelijk zijn geen kinderen geboren; prinses Simone heeft 2 zonen uit een eerder huwelijk | uit dit huwelijk zijn geen kinderen geboren; prinses Simone heeft 2 zonen uit een eerder huwelijk |
| Achterkleinkinderen                                                                         | Willem-Alexander (1967) x 2002 Maxima (1971)                                                 | Friso (1968-2013) x 2004 Mabel (1968)                                                        | Friso (1968-2013) x 2004 Mabel (1968)                                                        | Constantijn (1969) x 2001 Laurentien (1966)                                                  | Carlos (1970) x 2010 Annemarie (1977)                                                        | Margarita (1972) x 2001-2006 Edwin (1966) x 2008 Tjalling (1975)                             | Jaime (1972) x 2013 Viktória (1982)                                                          | Carolina (1974) x 2012 Albert (1974)                                                         | Maurits (1968) x 1998 Marilène (1970)                                                        | Bernhard jr (1969) x 2000 Annette (1972)                                                     | Pieter Christiaan (1972) x 2005 Anita (1969)                                                 | Floris (1975) x 2005 Aimée (1977)                                                            | Bernardo (1977) x 2009 Eva (1978)                                                            | Bernardo (1977) x 2009 Eva (1978)                                                            | Nicolás (1979)                                                                               | Juliana (1981)                                                                               | -                                                                                                 | -                                                                                                 |
| Betachterkleinkinderen                                                                      | Amalia (2003) Alexia (2005) Ariane (2007)                                                    | Luana (2005) Zaria (2006)                                                                    | Luana (2005) Zaria (2006)                                                                    | Eloise (2002) Claus-Casimir (2004) Leonore (2006)                                            | Carlos (1997) Luisa (2012) Cecilia (2013)                                                    | Julia (2008) Paola (2011)                                                                    | Zita (2014)                                                                                  | Alaïa-Maria (2014)                                                                           | Anna (2001) Lucas (2002) Felicia (2005)                                                      | Isabella (2002) Samuel (2004) Benjamin (2008)                                                | Emma (2006) Pieter (2008)                                                                    | Magali (2007) Eliane (2009) Willem (2013)                                                    | Isabel (2009) Julian (2011)                                                                  | Isabel (2009) Julian (2011)                                                                  | -                                                                                            | -                                                                                            | -                                                                                                 | -                                                                                                 |